# 2017年10月北カリフォルニア山火事
2017年10月北カリフォルニア山火事（2017ねん10がつ きたカリフォルニアやまかじ）とは、2017年10月8日に北カリフォルニアで発生した山火事。

## 被害と対応
- 40人以上が死亡[1]
- 住民10万人余りが避難
- 東京23区以上の面積が火災[2]
- 少なくとも1500棟が焼けた
- 米国で最も価値のあるブドウ園やワイナリーの一部に被害[3]
- 現地で「ワイン王」として親しまれた長澤鼎の記念施設や醸造所も焼失[4]
- スヌーピーの作者であるチャールズ・シュルツの自宅が焼失[5]
- ヒューレット・パッカードの歴史的資料が焼失[6]
- 州知事がナパ、ソノマ、ユバの各郡に非常事態宣言を発令
- 消防士8000人態勢で消火